# Pisenor arcturus
Espèce
Synonymes
- Diplothele arcturus Tucker, 1917

Pisenor arcturus est une espèce d'araignées mygalomorphes de la famille des Barychelidae.

## Distribution
Cette espèce se rencontre au Zimbabwe, au Botswana et en Afrique du Sud.

## Description
La femelle holotype mesure 15 mm.

## Systématique et taxinomie
Cette espèce a été décrite sous le protonyme Diplothele arcturus par Tucker en 1917. Elle est placée dans le genre Urothele par Benoit en 1965 puis dans le genre Pisenor  par Raven en 1985.

## Publication originale
- Tucker, 1917 : « On some South African Aviculariidae (Arachnida). Families Migidae, Ctenizidae, Diplotheleae and Dipluridae. » Annals of the South African Museum, vol. 17, p. 79-138 (texte intégral).